# Stanisław Despot-Zenowicz
Stanisław Despot-Zenowicz (ur. 1833, zm. 19 maja 1900) – długoletni burmistrz Baku.

## Życiorys
Urodził się w Kietowiszkach na Wileńszczyźnie. Jego bratem był Aleksander Zenowicz, gubernator Tobolska.
W 1853 roku wyjechał na Kaukaz i zaczął pracować w kancelarii gubernatora. Początkowo jako jego sekretarz, potem awansował na sekretarza kolegium. Rozpoczął studia prawnicze na Uniwersytecie Moskiewskim. W 1856 roku otrzymał tytuł radcy tytularnego. W II połowie XIX wieku wyjechał do Baku, gdzie otrzymał posadę prokuratora w sądzie okręgowym. Zenowicz, znanemu z organizowania akcji dobroczynnych, w październiku 1878 roku podczas choroby burmistrza został mianowany jego zastępcą. W lutym 1879 roku został mianowany burmistrzem. Funkcję tę pełnił do 1894 roku, wybierany na to stanowisko w kolejnych wyborach 1881, 1886, 1891. Miał duże zasługi w uporządkowaniu i rozbudowie miasta. Za jego kadencji zbudowano nowe ulice i chodniki, uruchomiono tramwaj konny. 19 lutego 1880 Duma Miejska z jego inicjatywy zgodziła się na otwarcie szkoły rzemieślniczej. W 1893 roku zlecił Józefowi Gosławskiemu wybudowanie budynku dla szkoły.
10 grudnia 1890 roku został wybrany przez akcjonariuszy dyrektorem kaspijsko-czarnomorskiego przemysłu naftowego i stowarzyszenia handlowego.
15 stycznia 1893 roku Rada Miejska (Duma) przyznała mu dożywotnią pensję w wysokości 3 tysięcy rubli. 12 marca 1894 roku odbyło się uroczyste pożegnanie Zenowicza. Wręczono mu album z widokami miasta, a cztery dni później Duma Miejska przyznała mu honorowe obywatelstwo. Zmarł 19 maja w Batumi w 1900 roku. Został pochowany obok swojego brata Aleksandra w Gurzuf.